# 168th Wing

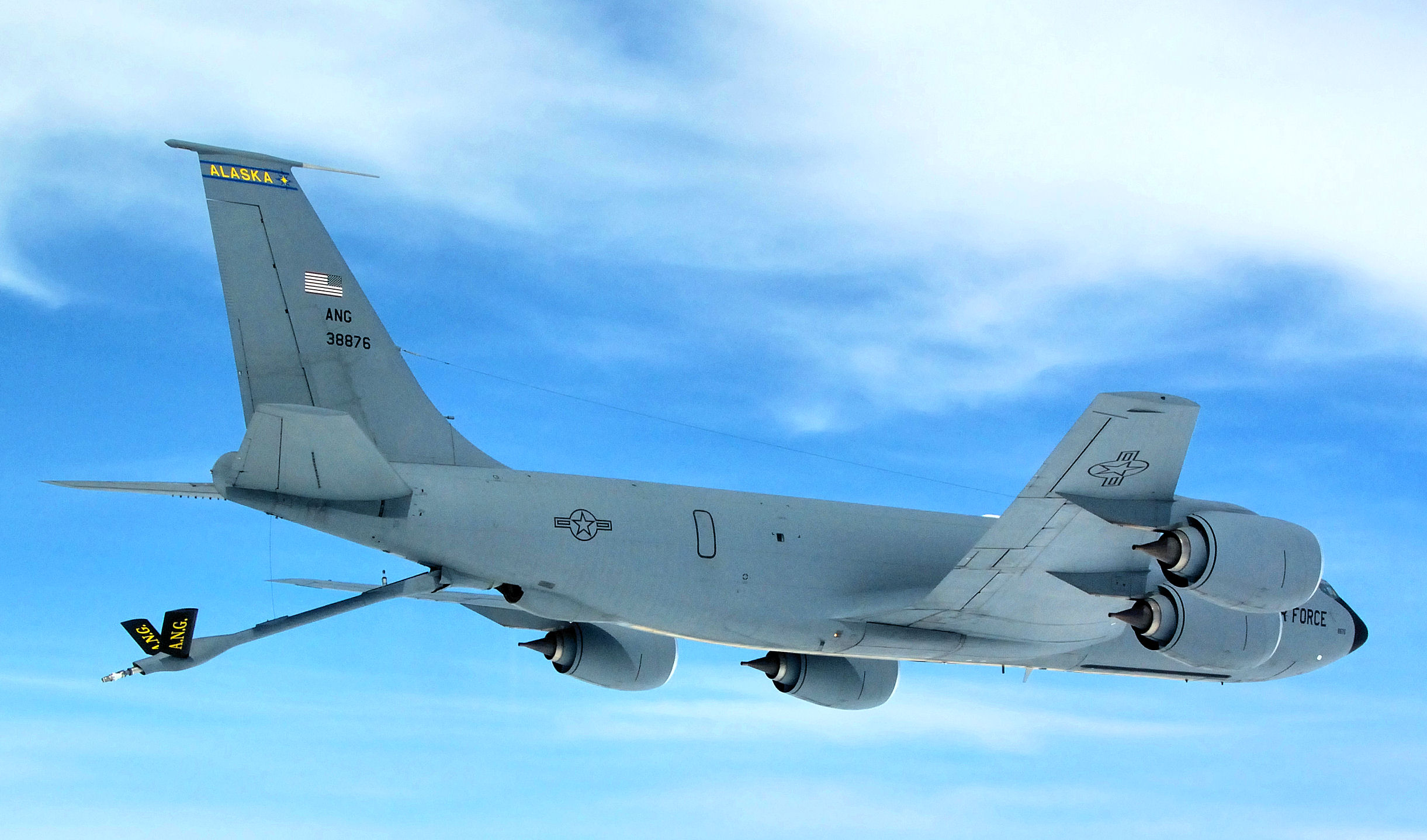
KC-135R dello Stormo

Il 168th Wing è uno Stormo da Rifornimento in volo dell'Alaska Air National Guard. Riporta direttamente all'Air Mobility Command quando attivato per il servizio federale. 
Il suo quartier generale è situato presso la Eielson Air Force Base, Alaska.

## Organizzazione
Attualmente, al settembre 2017, esso controlla:
- 168th Operations Group
  - 168th Operations Support Flight
  -  168th Air Refueling Squadron - Equipaggiato con KC-135R
- 168th Maintenance Group
  - 168th Aircraft Maintenance Squadron
  - 168th Maintenance Squadron
  - 168th Maintenance Operations Flight
- 168th Mission Support Group
  - 168th Communications Flight
  - 168th Logistics Readiness Squadron
  - 168th Force Support Flight
  - 168th Security Forces Squadron
- 168th Medical Group